# Clancy Brown
Pour les articles homonymes, voir Brown.
Clarence J. Brown III, dit Clancy Brown, est un acteur et producteur américain, né le 5 janvier 1959 à Urbana (Ohio).
Il est notamment connu pour ses prestations au sein de plusieurs films comme le Kurgan dans Highlander (1986), le capitaine Byron T. Hadley dans Les Évadés (1994) ou encore le sergent Zim dans Starship Troopers (1997), ainsi que pour ses apparitions à la télévision, jouant notamment frère Justin dans La Caravane de l'étrange (2003-2005), le procureur Waylon « Jock » Jeffcoat dans Billions (2018-2019 et 2023), Kurt Caldwell dans Dexter: New Blood (2021-2022), ou encore le chef mafieux Salvatore Maroni dans The Penguin (2024).
Clancy Brown est également reconnu pour ses multiples interprétations vocales au sein de séries d'animation et de nombreux jeux vidéo. Ainsi, il prête notamment sa voix à de nombreuses reprises à Lex Luthor depuis la série Superman de 1996 ainsi qu'à M. Krabs dans la franchise Bob l'éponge depuis 1999. Il est également la voix du capitaine Black dans Jackie Chan (2000-2005), celle du baron Praxis dans le jeu Jak II (2003), celle d'Hadès dans le jeu God of War III (2010) ou encore celle de Gunmar dans les différentes séries Les Contes d'Arcadia (2016-2020) de Guillermo Del Toro.
Il participe également à la franchise Star Wars, prêtant sa voix à divers personnages comme Montross dans le jeu Bounty Hunter (2002), Savage Opress dans la série The Clone Wars (2011-2013) et le gouverneur Ryder Azadi dans Rebels (2015-2018), puis interprète physiquement ce dernier dans la série Ahsoka (2023) ainsi que Burg dans la série The Mandalorian (2019).

## Biographie

### Jeunesse
Clarence J. Brown III est né et a vécu à Urbana, une petite ville du Sud-Ouest de l'Ohio où sa famille vit encore et exploite l'entreprise de presse locale. Son père, Bud Brown (en), est un ancien député de l'Ohio qui a siégé pendant 16 ans au Congrès. Clancy Brown a vécu près de Washington pendant une grande partie de sa jeunesse. Il est titulaire d'une licence de rhétorique, un B.S. in Speech. Il épouse la productrice Jeanne Johnson en 1993 et devient père deux ans plus tard.

### Carrière

#### À l'écran

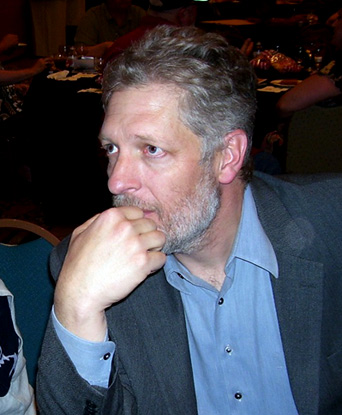
Clancy Brown, le 13 août 2009.

Il se découvre une vocation de comédien en étudiant à l'Actor's Theatre de Louisville, dans le Kentucky.
Il fait sa première apparition[réf. nécessaire] au cinéma en 1983 dans le film Bad Boys aux côtés de Sean Penn, dans lequel il joue le rôle de « Viking » Lofgren, un des détenus du centre d'éducation surveillé. La même année, il apparait dans un épisode de la série Shérif, fais-moi peur (The Dukes of Hazzard).
Prolifique et polyvalent, il a joué dans de nombreux films ou séries allant du thriller (Blue Steel) aux films familiaux (Waiting for the Light) en passant par les films d'action (Randonnée pour un tueur (Shoot to Kill)).
Il s'essaye également au fantastique en 1986 avec le film Highlander de l'Australien Russell Mulcahy, dans lequel il campe un inoubliable Kurgan opposé à l'immortel Connor MacLeod joué par Christopher Lambert, ainsi qu'au mentor et ami de ce dernier, Juan Sanchez Villa-Lobos Ramirez joué par la légende écossaise Sean Connery,. Clancy Brown a obtenu son audition grâce à la recommandation de Sting avec qui il avait joué dans La Promise en 1985. Avant d'être considéré comme un film culte, Highlander connaît un échec au box office américain mais rencontre un important succès en Europe, de même que sur le marché vidéo permettant ainsi de lancer une franchise.
En prenant uniquement en compte la sortie en salles, le film récolte 12 000 000 $ dans le monde pour un budget de 19 000 000 $, le film ayant réussi à faire venir plus de 4 000 000 de personnes dans les salles françaises,. À cause d'un faible salaire et d'un scénario qu'il qualifie comme mauvais, il refuse de participer à la suite du film.
En 1991, il tient le rôle d'Harry Bordon dans Détective Philippe Lovecraft (Cast a Deadly Spell) de Martin Campbell.
En 1992, il apparait dans le rôle d'un employé d'une station-service dans Les Tronches 2 : « C'était le premier film de mon pote d'université Roland Mesa. Il m'a dit : « Viens et fais ça. » J'ai dit : « D'accord, mais je ne veux pas être crédité. Mets-moi juste en tant que Clarence ». Ce qu'il a fait. Le gars avec qui je suis dans le film, qui était un assistant nommé Joe, était mon ancien colocataire de l'université. Nous n'étions donc que trois à nous amuser, à manger des couennes de porc et à prendre des accents amusants. J'ai pu rencontrer Morton Downey Jr., ce qui était plutôt cool. »,. La même année, il incarne le shérif Gus Gilbert dans le film d'horreur Simetierre 2 (Pet Sematary Two), de Mary Lambert.
En 1994, il tient le rôle du sadique capitaine Byron T. Hadley dans le film Les Évadés (The Shawshank Redemption) de Frank Darabont,. L'acteur se remémore la difficulté de son audition : « Deborah Aquila a pensé à moi, et je la remercierai toujours pour cela. Mais ce fut l'une des pires auditions que j'aie jamais eues. J'ai appris tous les discours horribles que je devais donner, avec une suite de grossièretés et tout. J'allais à l'audition pour dire ces choses à Deb[...] Je ne pouvais tout simplement pas l'appeler une « fuckstick » ou l'une de ces autres choses horribles. Je suis parti là-bas convaincu que je venais de rater une audition pour l'un des meilleurs scénarios que j'aie jamais lu. »,.
La même année, et ce jusqu'en 1995, il tient le rôle de  John Danziger dans la série de science fiction Earth 2.
En 1997, il incarne le sergent Zim dans le film de science-fiction Starship Troopers de Paul Verhoeven. La même année, et ce jusqu'en 1998, il apparait dans la quatrième saison de la série médicale Urgences, qui le voit dans la peau du Dr  Ellis West.
En 2002, il fait une brève apparition dans la franchise Star Trek en tenant le rôle de Zobral dans le vingt-quatrième épisode de la première saison de la série Star Trek: Enterprise. Il tient également le rôle de Peter Kozyck dans la série Édition spéciale (en) (Breaking News).
De 2003 à 2005, il campe le personnage de frère Justin Crowe dans la série fantastique Carnivàle, diffusée sur HBO. La série est annulée en mai 2005, au bout de deux saisons et 24 épisodes .
En 2009, il collabore avec Steven Soderbergh qui lui offre le rôle d'Aubrey Daniel dans le film biographique The Informant!, d'après la vie de Mark Whitacre incarné par Matt Damon.
En 2010, il incarne Hart Sterling dans l'éphémère drame juridiqueThe Deep End (en) d'ABC. En 2018, l'acteur revient sur cette expérience qui a grandement été impactée par la vision des dirigeants de chaînes de télévision : « C'était un excellent script pour le pilote qui a été tué par des interférences de la chaîne, malheureusement. Vous aviez des scénaristes de télévision vraiment bons et vraiment talentueux qui faisaient ces superbes scénarios épisodiques, puis au moment où vous avez commencé à les tourner, vous ne tourniez rien. Et cela a fini par être très frustrant pour toutes les personnes impliquées, je pense. Et ils ont continué à avoir des apartés, en disant: « David [Hemingson, le showrunner], tu dois refouler cette merde, mec. Tu dois le faire. Vous écrivez vraiment bien, et puis vous enlevez toutes les bonnes choses ! ». Et que pouvait-il faire ? Il n'avait pas vraiment le choix. C'est facile pour moi d'offrir des conseils gratuits de cette façon, mais je ne sais pas ce qu'il a dû supporter. C'était dommage. Cela n'arrive plus tellement. Les dirigeants des chaînes en particulier sont devenus intelligents. Parce qu'il s'agit d'une nouvelle génération de personnes, et qu'elles sont beaucoup plus sensibles à ce qu'est une bonne narration, plutôt qu'à simplement essayer de vendre un produit. Je parlais à Brian Koppelman, qui fait Billions, et il n'y a pas beaucoup de changements dans leurs scripts. Ce sont des changements, mais ce ne sont pas de mauvais changements. Je lui dis : « Comment vous traitent-ils ? » et il a dit : « Je n'ai que de bonnes notes. », je dis :  « Vraiment ? » Il dit : « Ouais ! Je ne pense pas avoir reçu une mauvaise note de Showtime. Peut-être une fois au début, mais après ça, plus du tout. Et ils nous laissent tranquilles ! Et puis quand ils ont quelque chose à dire, ils ont quelque chose à dire qui en vaut la peine  ». Alors ça va mieux. »,.
En 2012, il incarne le Dr Albert Marconi dans la comédie horrifique John Dies at the End de Don Coscarelli. Pour l'acteur, le tournage « C'était comme faire un film dans votre jardin, c'était tellement amusant à faire. ».
De 2013 à 2016, il apparait de manière sporadique dans le rôle du  shérif August Corbin dans la série Sleepy Hollow.
Il apparait également dans plusieurs adaptations de comics. Ainsi, il joue le général Wade Eiling (en) dans la série Flash de 2014 et Ray Schoonover dans les séries Daredevil et The Punisher entre 2016 et 2017,.
Il joue sous la direction des frères Joel et Ethan Coen dans Ave, César ! en 2016, puis dans La Ballade de Buster Scruggs en 2018.
En 2018, il interprète Adam King dans la comédie d'action Supercon (en) de Zak Knutson (en). La même année, il joue le personnage de M. Crosby dans la série Les Goldberg, rôle qu'il reprend l'année d'après dans la série dérivée Schooled,. Le créateur de ces séries, Adam F. Goldberg, est un grand fan du film Highlander, un épisode de Les Goldberg rend par ailleurs hommage au film de 1986.
Parallèlement, il incarne le procureur général des États-Unis Waylon « Jock » Jeffcoat dans plusieurs épisodes des saisons trois et quatre de la série Billions,. Il reprend brièvement le personnage en 2023 dans la septième et dernière saison de la série.
Toujours à la télévision, il incarne en 2019 Lyndon B. Johnson dans The Crown et Burg  dans The Mandalorian, la première série en prise de vues réelles de l'univers Star Wars.
En 2020, il joue le père de Carey Mulligan dans l'acclamé Promising Young Woman d'Emerald Fennell, grand succès critique présent dans plusieurs cérémonies.
Il joue dans Dexter: New Blood (2021-2022), neuvième saison de la série Dexter (2006-2013) signant le retour de Michael C. Hall dans le rôle titre huit ans après l'arrêt de la série.
En 2023, il apparaît dans le quatrième volet de la franchise John Wick mettant en scène Keanu Reeves dans le rôle titre. Il reprend également son rôle du gouverneur Ryder Azadi dans le pilote de la série Ahsoka.
En novembre 2022, l'acteur est annoncé dans un rôle inconnu pour les besoins de la série Gen V, dérivé de la série The Boys, d'après le comics homonyme. Il est plus tard révélé qu'il tient le rôle du professeur de renommé Richard « Brink » Brinkerhoff, connu pour enseigner la lutte contre le crime à l'université Godolkin où il recherche également des nouveaux talents pour les Sept.
En mars 2023, l'acteur est annoncé dans le rôle du chef mafieux Salvatore Maroni dans la mini-série de DC Comics The Penguin, qui est un dérivé du film The Batman de Matt Reeves. La série débute en septembre 2024

#### Performances vocales
Clancy Brown prête également sa voix pour de nombreuses œuvres d'animation et du jeu vidéo.
De 1994 à 1996, il prête sa voix à Wolf, Hakon et Tomas Brod, plusieurs antagonistes de la série Gargoyles,.
L'un de ses rôles le plus emblématiques est celui du méchant de DC Comics Lex Luthor dans la série Superman de 1996. Il reprend le personnage dans la série Justice League (2002-2006) qui fait également partie du DC Animated Universe, la série Batman (2004-2007), le film d'animation Superman/Batman : Ennemis publics et quelques jeux LEGO, dont Lego DC Super-Vilains (2018),.
Depuis 1999, il est la voix d'Eugène Krabs dans la série Bob l'éponge et ses dérivés.
À partir de Crash Bandicoot 2: Cortex Strikes Back sorti en 1997, et jusqu'en 2003, il est la voix du Docteur Neo Cortex dans les jeux Crash Bandicoot, remplaçant ainsi Brendan O'Brien (en) qui lui prête sa voix dans le premier jeu sorti en 1996.
En 2002, il entame une longue collaboration avec la franchise Star Wars, prêtant sa voix à Montross dans le jeu Star Wars: Bounty Hunter. Par la suite, il tient le rôle de Savage Opress entre 2011 et 2013 dans la série Star Wars: The Clone Wars, celui du gouverneur Ryder Azadi entre 2015 et 2018 dans Star Wars: Rebels, ainsi que celui d'un Inquisiteur en 2022 dans la série Tales of the Jedi,.
En 2006, il prête sa voix au personnage Long Feng, le Grand secrétaire du Royaume de la Terre et de Ba Sing Se, ainsi qu'un des antagonistes de la deuxième moitié de la deuxième saison de la série Avatar, le dernier maître de l'air,,.
En 2012, l'acteur retourne dans l'univers d’Avatar (en) en prêtant une nouvelle fois sa voix à un antagoniste, à savoir le seigneur du crime Yakone, dans la première saison du dérivé La Légende de Korra. Il prête également sa voix à Zartok dans l'éphémère série Green Lantern.
Côté Marvel Comics, il est la voix d'oncle Ben et de Taskmaster dans Ultimate Spider-Man (2012-2016) ou encore celle de Red Hulk dans la série d'animation Hulk et les Agents du S.M.A.S.H. (2013-2015),. Il retrouve les deux personnages dans la série du même univers, Avengers Rassemblement (2014-2018), tout en jouant Uatu,.
Il est la voix du seigneur de guerre Troll Gunmar, un des principaux antagonistes dans les différentes séries Les Contes d'Arcadia de Guillermo del Toro entre 2016 et 2020.
En 2017, il prête sa voix à Alec Ryder, le père des protagonistes du jeu vidéo Mass Effect: Andromeda, dérivé de l'acclamée trilogie Mass Effect (2007-2012). Il est également jusqu'en 2020 la voix du roi Frederic série d'animation faisant suite au film d'animation Raiponce des studios Disney.
Il prête sa voix à des personnages dans des films en prise de vues réelles comme Parallax dans le film Green Lantern de Martin Campbell sorti en 2011, Main-Noire dans Warcraft : Le Commencement de Duncan Jones sorti en 2016 ou Surtur (en) dans Thor : Ragnarok de Taika Waititi sorti en 2017, dix-septième film de l'univers cinématographique Marvel,,. Il reprend ce dernier en 2021 pour les besoins de la série d'animation What If...?.
En 2018, il prête sa voix et son visage pour le jeu vidéo Detroit: Become Human du studio français Quantic Dream dans lequel il joue le lieutenant Hank Anderson. Ce projet ambitieux ayant pour thème le traitement des androïdes dans une société futuriste, comprend dans sa distribution plusieurs acteurs de renoms, comme Minka Kelly ou Lance Henriksen, qui apparaissent également physiquement grâce à la technique de capture de mouvement. Le studio avait déjà fait participer des acteurs de cinéma, Elliot Page et Willem Dafoe, pour être les têtes d'affiches de son précédent jeu Beyond Two Souls sorti en 2013. Plus globalement, l'industrie du jeu vidéo a de plus en plus recours à des comédiens connus à partir de la fin des années 2000, pour que ces derniers ne prêtent plus uniquement leurs voix à des personnages, mais apposent également leurs visages.
En 2021, il prête sa voix dans la série audio Calls, adaptation américaine de la série française homonyme.

## Filmographie

### Cinéma

#### Films
- 1983 : Bad Boys de Rick Rosenthal : « Viking » Lofgren
- 1984 : Les Aventures de Buckaroo Banzaï à travers la 8e dimension (The Adventures of Buckaroo Banzai Across the 8th Dimension) de W. D. Richter : Rawhide
- 1985 : La Promise (The Bride) de Franc Roddam : Viktor the Monster
- 1985 : Thunder Alley de Joseph S. Cardone : Wessel
- 1986 : Highlander de Russell Mulcahy : Victor Kruger / le Kurgan
- 1987 : Extrême Préjudice (Extreme Prejudice) de Walter Hill : sergent Larry McRose
- 1988 : Randonnée pour un tueur (Shoot to Kill) de Roger Spottiswoode : Steve
- 1988  : Moonwalker (segment Speed Demon) de Jerry Kramer et Colin Chilvers : officier de police
- 1989 : Season of Fear (en) de Doug Campbell : Ward St. Clair
- 1990 : Blue Steel de Kathryn Bigelow : Nick Mann
- 1990 : Waiting for the Light de Christopher Monger : Joe
- 1991 : Ambition (en) de Scott D. Goldstein : Albert Merrick
- 1991 : Coupable (Past Midnight) de Jan Eliasberg : Steve Lundy
- 1992 : Simetierre 2 (Pet Sematary Two) de Mary Lambert : shérif Gus Gilbert
- 1994 : Les Évadés (The Shawshank Redemption) de Frank Darabont : le capitaine Byron T. Hadley
- 1995 : La Dernière Marche (Dead Man Walking) de Tim Robbins : le soldat de l'État
- 1996 : Female Perversions de Susan Streitfeld : John
- 1996 : The Moravian Massacre : le narrateur (documentaire)
- 1997 : Starship Troopers de Paul Verhoeven : le sergent Zim
- 1997  : Flubber de Les Mayfield : Smith
- 1999 : Hurricane Carter (The Hurricane) de Norman Jewison : le lieutenant Jimmy Williams
- 2001 : Chump Change (en) de Stephen Burrows (en)
- 2003 : The Making of Daniel Boone : Allan Kenton
- 2004 : Gambling de J. P. Allen : The Reverend
- 2005 : Dogg's Hamlet, Cahoot's Macbeth (en) : Dogg
- 2006 : Coast Guards (The Guardian) d'Andrew Davis : capitaine William Hadley
- 2007 : Pathfinder - Le Sang du guerrier (Pathfinder) de Marcus Nispel : Gunnar
- 2008 : Les Créatures de l'Ouest (The Burrowers) de J. T. Petty : John Clay
- 2008 : The Express de Gary Fleder : Roy Simmons
- 2009 : The Twenty : John Simmonds
- 2009 : The Informant! de Steven Soderbergh : Aubrey Daniel
- 2010 : Freddy : Les Griffes de la nuit : Alan Smith
- 2011 : Cowboys et Envahisseurs (Cowboys and Aliens) : Meacham
- 2011 : Green Lantern de Martin Campbell : Parallax (voix)
- 2012 : At Any Price de Ramin Bahrani : Jim Johnson
- 2012 : John Dies at the End de Don Coscarelli : le Dr Albert Marconi
- 2012 : Hellbenders (en) de  J. T. Petty : Angus
- 2013 : Sparks : Archer
- 2013 : Mensonges et Faux Semblants (The Trials of Cate McCall) de Karen Moncrieff : Brinkerhoff
- 2013 : Homefront : shérif Keith Rodrigue
- 2013 : Les Portes de l'enfer : La légende de Stull (Nothing Left to Fear) d'Anthony Leonardi III : pasteur Kingsman
- 2013 : Water and Power : Turnvil
- 2014 : When the Game Stands Tall : Mickey Ryan
- 2015 : Bob l'éponge, le film : Un héros sort de l'eau (The SpongeBob Movie: Sponge Out of Water) : M. Krabs (voix)
- 2016 : Ave, César ! (Hail, Caesar!) de Joel et Ethan Coen : Gracchus, un acteur d’Ave Cesar
- 2016 : Warcraft : Le Commencement de Duncan Jones : Blackhand (voix)
- 2017 : Little Evil de Eli Craig : révérend Gospel
- 2017 : Stronger de David Gordon Green : Jeff Bauman Sr.
- 2017 : Thor : Ragnarok de Taika Waititi : Surtur (en) (voix)
- 2017 : Le Secret des Kennedy (Chappaquiddick) de John Curran : Robert McNamara
- 2018 : La Ballade de Buster Scruggs de Joel et Ethan Coen : Çurly Joe
- 2018 : Supercon (en) de Zak Knutson (en) : Adam King
- 2019 : The Mortuary de Ryan Spindell : Montgomery Dark
- 2020 : Promising Young Woman d'Emerald Fennell : Stanley Thomas
- 2021 : Waldo, détective privé (Last Looks) de Tim Kirkby (en) : "Big Jim" Cuppy
- 2023 : Scrambled de Leah McKendrick : Richard
- 2023 : John Wick: Chapter 4 de Chad Stahelski : le messager
- 2023 : Dumb Money de Craig Gillespie : Steve Gill
- 2025 : Regretting You de Josh Boone

#### Films d'animation
- 1994 : Gargoyles, le film (Gargoyles : The Heroes Awaken) de Saburo Hashimoto, Takamitsu Kawamura et Kazuo Terada : Hakon (vidéo)
- 1994 : Pompoko (Pom Poko) de Isao Takahata : Gonta (doublage, version anglophone)
- 1997 : Mighty Ducks, le film : Le Face à Face (Mighty Ducks the Movie: The First Face-Off) : Seige (vidéo)
- 1997 : Annabelle : un amour de petite vache : Avocat / Shérif (vidéo)
- 1998 : Gargoyles: The Hunted : Wolf (vidéo)
- 1998 : The Jungle Book: Mowgli's Storyde Nick Marck : Akela, le loup (vidéo)
- 2000 : La Petite Sirène 2 (The Little Mermaid II: Return to the Sea) de Jim Kammerud : Undertow (vidéo)
- 2001 : La Cour de récré : Vive les vacances ! (Recess: School's Out) de Chuck Sheetz : homme chauve
- 2003 : Les Énigmes de l'Atlantide (Atlantis: Milo's Return) de Victor Cook, Toby Shelton et Tad Stones : Volgud (vidéo)
- 2004 : Bob l'éponge, le film (The SpongeBob SquarePants Movie) de Stephen Hillenburg : M. Krabs
- 2009 : Superman/Batman : Ennemis publics : Lex Luthor  (vidéo)
- 2009 : SpongeBob SquarePants: Spongicus : (vidéo)
- 2013 : Lego Batman, le film : Unité des super héros (LEGO Batman: The Movie - DC Super Heroes Unite) : Lex Luthor (vidéo)

#### Courts métrages
- 1999 : Claire Makes It Big : Frank
- 2003 : Jimmy Neutron's Nicktoon Blast : M. Krabs (voix)
- 2004 : Finding Neo : Capitaine Hadme
- 2007 : Parker de Teo : Max Crenna
- 2008 : NASA Seals : Stone
- 2009 : Slap de Grant Barbeito : Joe

### Télévision

#### Téléfilms
- 1987 : Corridos: Tales of Passion & Revolution de Luis Valdez : John Reed
- 1987 : The Room Upstairs de Stuart Margolin : Kevin
- 1987 : L'Homme qui brisa ses chaînes (The Man Who Broke 1,000 Chains) de Daniel Mann : Flagg
- 1989 : Fair Game de Noel Nosseck : Earl Dunning
- 1990 : Johnny Ryan : Johnny Ryan
- 1991 : Love, Lies and Murder de Robert Markowitz : David Brown
- 1991 : Détective Philippe Lovecraft (Cast a Deadly Spell) de Martin Campbell : Harry Bordon
- 1992 : Revenge of the Nerds III: The Next Generation (en) de Roland Mesa : Clarence, gas station attendant
- 1993 : La Véritable Histoire de Cathy Mahone (Desperate Rescue: The Cathy Mahone Story) : Dave Chattelier
- 1993 : Le Complot de la haine (Bloodlines: Murder in the Family) : Ben Guardino
- 1993 : Last Light de Kiefer Sutherland : Lt. Lionel McMannis
- 1995 : Donneur inconnu (Donor Unknown) de John Harrison : Nash Creed
- 1996 : Radiant City de Robert Allan Ackerman : Al Goodman
- 1996  : Superman, l'Ange de Métropolis (Superman: The Last Son of Krypton) : Lex Luthor (voix)
- 1996 : Desert Breeze
- 1998 : The Patron Saint of Liars de Stephen Gyllenhaal : Son
- 1998 : The Batman/Superman Movie (The Batman Superman Movie: World's Finest) : Lex Luthor (voix)
- 1999 : The Caseys : Pete Casey
- 1999 : Vendetta de Nicholas Meyer : chef Hennessy
- 1999 : Mission d'élite (In the Company of Spies) de Tim Matheson : Dale Beckham
- 1999 : The Night of the Headless Horseman : Hessian Trooper (voix)
- 2000 : Les Ombres du passé (Yesterday's Children) de Marcus Cole : Doug Cole
- 2001 : Boss of Bosses (en) de Dwight H. Little : Andris Kurins
- 2001 : Blanche-Neige (Snow White: The Fairest of Them All) de Caroline Thompson : le génie vert des désirs
- 2002 : Red Skies : Edgar Sterling
- 2002 : Le Projet Laramie (The Laramie Project) de Moisés Kaufman : Rob Debree
- 2003 : Normal de  Jane Anderson : Frank
- 2008 : Blank Slate : agent Miles Mcavoy
- 2012 : It's a SpongeBob Christmas! : Mr. Krabs
- 2012 : The Frontier de Thomas Schlamme : Jack Ramsay / Lamazee
- 2013 : Team Smithereen Pilot : Splat McKat
- 2013 : Dark Minions : Drebnor
- 2013 : The Surgeon General : Becker
- 2014 : Agatha de Jace Alexander : Hank
- 2014 : Robot Chicken DC Comics Special II: Villains in Paradise : Gorilla Grodd (voix)
- 2014 : The Trip to Bountiful de Michael Wilson : le shérif

#### Séries télévisées
- 1983 : Shérif, fais-moi peur (The Dukes of Hazzard) : Kelly (saison 6, épisode 3)
- 1990 : China Beach : Joey (saison 3, épisode 22)
- 1993 : Les Contes de la crypte (Tales from the Crypt) : Roger Lassen (saison 5, épisode 12)
- 1994-1995 : Earth 2 : John Danziger (21 épisodes)
- 1996 : Au-delà du réel : L'aventure continue (The Outer Limits) : sergent Linden Styles (saison 2, épisode 15)
- 1997-1998 : Urgences : Dr Ellis West (7 épisodes)
- 2000 : The Practice : Bobby Donnell et Associés (The Practice) : District Attorney Fox (2 épisodes)
- 2002 : Star Trek: Enterprise : Zobral (saison 1, épisode 24)
- 2002 : Édition spéciale (en) (Breaking News) : Peter Kozyck (épisode inconnu)
- 2003-2005 : La Caravane de l'étrange (Carnivàle) : frère Justin Crowe (24 épisodes)
- 2006 : Lost : Les Disparus (Lost) : Kelvin Joe Inman (saison 2, épisode 14 et 23)
- 2007 : The Riches : Rudy Blue (saison 1, épisode 8)
- 2008 : New York, police judiciaire (Law and Order) : shérif John Burkhart (saison 19, épisode 5)
- 2010 : Médium (Medium) : Rob Walcott (saison 7, épisode 6)
- 2010 : Leverage : Hugh Whitman (saison 3, épisode 7)
- 2010 : The Deep End (en) : Hart Sterling (6 épisodes)
- 2011 : Aim High : Boris (3 épisodes)
- 2013-2016 : Sleepy Hollow : le shérif August Corbin (6 épisodes)
- 2014-2015 : Flash : le général Wade Eiling (en) (4 épisodes)
- 2015-2016 : Chicago Police Department : Eddie Little (3 épisodes)
- 2015 : The Midnight Anthology : le prisonnier (saison 1, épisode 1)
- 2016 : Daredevil : le colonel Ray Schoonover (saison 2, épisodes 8 et 12)
- 2017 : The Punisher : le colonel Ray Schoonover (saison 1, épisode 3)
- 2018-2019 et 2023 : Billions : le procureur général des États-Unis Waylon « Jock » Jeffcoat (17 épisodes)
- 2018 : Les Goldberg : M. Crosby (saison 5, épisode 13)
- 2019 : Schooled M. Crosby (saison 1, 5 épisodes)
- 2019 : The Crown : Lyndon B. Johnson (saison 3, épisode 2 - en cours)
- 2019 : The Mandalorian : Burg (saison 1, épisode 6 - en cours)
- 2019 : Emergence : Ed Sawyer (13 épisodes)
- 2021 : Dexter: New Blood : Kurt Caldwell (10 épisodes)
- 2021 : Calls: le général Wilson (voix, 2 épisodes)
- 2023 : Ahsoka : le gouverneur Ryder Azadi (saison 1, épisode 1)
- depuis 2023 : Gen V : le professeur Richard « Brink » Brinkerhoff (3 épisodes - en cours)
- 2024 : The Penguin : Salvatore Maroni (5 épisodes)
- depuis 2024 : Resident Alien : Mantid (voix, saison 3, épisode 8 - en cours)

#### Séries d'animation
- 1994 : La Petite Sirène (The Little Mermaid) : Octopin Leader (saison 3, épisode 5)
- 1994-1996 : Gargoyles, les anges de la nuit : Wolf / Hakon / Tomas Brod (11 épisodes)
- 1995-1996 : Mortal Kombat : Les Gardiens du royaume (Mortal Kombat: The Animated Series) : Rayden (13 épisodes)
- 1996 : Gargoyles, les anges de la nuit : Bully (saison 3, épisode 5)
- 1996 : L'Incroyable Hulk : Sasquatch (saison 1, épisode 6)
- 1996-1997 : Mighty Ducks : Seige (23 épisodes)
- 1996-2000 : Superman, l'Ange de Metropolis (Superman: The Animated Series) : Lex Luthor (20 épisodes)
- 1997 : Hé Arnold ! (Hey Arnold!) : Porkpie (saison 2, épisode 15)
- 1997 : Extrême Ghostbusters (Extreme Ghostbusters) : Tempus (saison 1, épisode 18)
- 1997 : The Real Adventures of Jonny Quest : le colonel Nikolai / un garde (saison 2 épisode 23) et The Entity / le professeur François (saison 2, épisode 26)
- 1997 : Calamity Jane (The Legend of Calamity Jane) : Wild Bill Hickok (voix anglaise - 13 épisodes)
- 1997-2000 : Men in Black (Men in Black: The Series) : rôle inconnu (4 épisodes)
- 1998 : The Lionhearts : Harrington (saison 1, épisode 3)
- 1998 : The Secret Files of the SpyDogs : Baron Bone (saison 1, épisode 3)
- 1998 : Hercule (Hercule: The Animated Series) : Blotox (saison 1, épisode 7)
- 1998-2000 : Voltron: The Third Dimension : Robot Maximus / IGOR / Robot Pilot (5 épisodes)
- 1999 : Timon et Pumbaa (Timon and Pumbaa) : rôle inconnu (saison 5, épisode 4)
- 1999 : Les Castors allumés (The Angry Beavers) : Harrington (saison 3, épisode 5)
- 1999 : Godzilla, la série (Godzilla: The Series) : Maxmillian Spiel (2 épisodes))
- 1999 : Rusty le robot (Big Guy and Rusty the Boy Robot) : Legion Ex Machina 1-5 (épisode inconnu)
- depuis 1999 : Bob l'éponge (SpongeBob SquarePants)  : M. Krabs et voix additionnelles (278 épisodes - en cours)
- 2000 : Batman, la relève (Batman Beyond) : Big Time (saison 1, épisode 9)
- 2000: Les Aventures de Buzz l'Éclair (Buzz Lightyear of Star Command) : Tough (saison 1, épisode 36) et Kleev / Sentry #2 (saison 1, épisode 42)
- 2000 : Histeria! : Wild Bill Hickok (saison 5, épisode 3)
- 2000 : La Cour de récré (Recess) : amiral LaMaise (saison 5, épisode 5)
- 2000 : Starship Troopers (Roughnecks: Starship Troopers Chronicles) : sergent Charlie Zim (3 épisodes)
- 2000-2005 : Jackie Chan : Ratso, le capitaine Black, Supermoose et voix additionnelles (67 épisodes)
- 2001 : Le Projet Zeta (The Zeta Project) : le shérif Morgan (2 épisodes)
- 2001 : Heavy Gear: The Animated Series : Zerve (épisode inconnu)
- 2001-2003 : Galaxie Lloyd (Lloyd in Space) : officier Frank Horton (10 épisodes)
- 2002 : Samouraï Jack (Samurai Jack) : Dragon (saison 2, épisode 8)
- 2002  : Les Supers Nanas (The Powerpuff Girls) : Mascumax (saison 4, épisode 5)
- 2002-2006 : La Ligue des justiciers (Justice League) : Lex Luthor (21 épisodes)
- 2003 : Teen Titans (Teen Titans) : Trident (saison 1, épisode 8)
- 2003 : Les Nouvelles Aventures de Spider-Man (Spider-man Unlimited) : un policier (saison 1, épisode 6) et Raymond (saison 1, épisode 11)
- 2003 : Battle Force: Andromeda : général Darkin (épisode inconnu)
- 2003-2007 : Les Razbitume (All Grown Up) : Pangborn et voix additionnelles (11 épisodes)
- 2004 : Brandy et M. Moustache (Brandy and Mr. Whiskers) : Sarge (saison 1, épisode 20)
- 2004 : Duck Dodgers : Archduke Zag (saison 2, épisode 1)
- 2004-2005 : Megas XLR : Gorrath / Guy / Glorft Navigator / voix additionnelles (v10 épisodes)
- 2004-2006 : Mega Robot Super Singes Hyperforce Go ! (Super Robot Monkey Team Hyperforce Go !) : Otto et voix additionnelles (52 épisodes)
- 2004-2007 : Batman (The Batman) : Victor Fries / M. Freeze, Lex Luthor et Bane (6 épisodes)
- 2005 : Juniper Lee (The Life and Times of Juniper Lee) : Lex Luthor / Tux Monster / Geek Monster #4 (saison 1, épisode 13)
- 2005 : Catscratch : Barkmeat (saison 1, épisode 5)
- 2005-2007 : A.T.O.M.: Alpha Teens on Machines : Alexander Paine (12 épisodes)
- 2005-2007 : American Dragon: Jake Long : Dark Dragon (3 épisodes)
- 2005-2007 : Kim Possible : le commandant Kane (saison 3, épisode 8) et Yono the Destroyer (saison 4, épisode 17)
- 2006 : Avatar, le dernier maître de l'air (Avatar: The Last Airbender) : Long Feng et voix additionnelles (5 épisodes)
- 2006 : Lilo et Stitch, la série (Lilo and Stitch: The Series) : EGO leader (saison 2, épisode 26)
- 2006-2007 : Biker Mice from Mars : Cataclysm / Newsman / Puss / voix additionnelles (12 épisodes)
- 2007 : Ben 10 : Kenko (saison 3, épisode 6)
- 2007-2010 : American Dad! : Henry Fischer (saison 2, épisode 19), Clyde Templeton (saison 5, épisode 4) et le manager du magasin de liqueur (saison 6, épisode 8)
- 2008 : Ben 10: Alien Force : Dragon / Pilot (saison 1, épisode 11)
- 2008-2009 : Spectacular Spider-Man (The Spectacular Spider-Man) : Alex O'Hirn / Rhino, George Stacy et voix additionnelles (16 épisodes)
- 2008-2009 : Wolverine et les X-Men (Wolverine and the X-Men) : Nathaniel Essex / Mister Sinister (3 épisodes)
- 2009 : Les Saturdays (The Secret Saturdays) : Dr Bara (saison 1, épisode 25)
- 2009 : Phinéas et Ferb (Disney's Phineas and Ferb) : Père Noël / The Regurgitator / le sergent (5 épisodes)
- 2010 : Adventure Time with Finn and Jake : le narrateur (saison 1, épisode 16) et Demon Cat / Evil Guy (saison 1, épisode 18)
- 2010 : Kick Kasskoo (Kick Buttowski: Suburban Daredevil) : Magnus (2 épisodes)
- 2010 : Batman : L'Alliance des héros (Batman: The Brave and the Bold) : Per Degaton (saison 2, épisode 5) et Rohtul / Mugger (saison 2, épisode 9)
- 2010-2011 : Les Pingouins de Madagascar (The Penguins of Madagascar) : Buck Rockgut (3 épisodes)
- 2010-2011 : G.I. Joe: Renegades : Destro / James McCullen / Truman (6 épisodes)
- 2010-2012 : Avengers : L'Équipe des super-héros (The Avengers: Earth's Mightiest Heroes) : Odin (3 épisodes)
- 2010-2013 : Les Pitous (Pound Puppies) : Billy Ray / Rocky / Tyson (saison 1, épisode 7), Sterling Von Oxford / annonceur du show (saison 1, épisode 8), Salty (saison 2, épisode 8) et Stain / Alley Dog #2 / agent de sécurité (saison 3, épisode 13)
- 2011 : ThunderCats : Grune (6 épisodes)
- 2011-2013 : Transformers: Prime : Silas / Cylas / Solider (8 épisodes)
- 2011-2013 : Star Wars: The Clone Wars : Savage Opress / Mandalorian Super Commando / Human Bounty Hunter / voix additionnelles (8 épisodes)
- 2012 : Green Lantern (Green Lantern: The Animated Series) : Zartok (2 épisodes)
- 2012 : La Ligue des justiciers : Nouvelle Génération (Young Justice)  : King Faraday / Firebreather  (saison 1, épisode 24)
- 2012: La Légende de Korra (The Legend of Korra) : Yakone et voix additionnelles (2 épisodes)
- 2012-2013 : Scooby-Doo : Mystères associés (Scooby-Doo! Mystery Incorporated) : Hebediah Grim (saison 2, épisode 9) et Nibiru - Evil Entity (saison 2, épisode 25 : L'Avènement de Nibiru et 26)
- 2012-2016 : Ultimate Spider-Man : Red Hulk, Taskmaster, oncle Ben et voix additionnelles (11 épisodes)
- 2012-2017 : Les Tortues ninja (Teenage Mutant Ninja Turtles) : Dogpound, Rahzar, Chris Bradford et voix additionnelles (30 épisodes)
- 2013 : Doom Patrol : Negative Man / General Immortus  (3 épisodes)
- 2013 : Sofia the First : Constable Miles / voix additionnelles (2 épisodes)
- 2013 : Wander : Badlands Dan (saison 1, épisode 5)
- 2013 : Kung Fu Panda : L'Incroyable Légende (Kung Fu Panda: Legends of Awesomeness) : Pai Mei (saison 2, épisode 22)
- 2013-2015 : Hulk et les Agents du S.M.A.S.H. : Red Hulk / Skrull #2 / Hogun / voix additionnelles (52 épisodes)
- 2014 : Archer : Ricky (saison 5, épisode 6)
- 2014-2018 : Avengers Rassemblement : Uatu, Red Hulk et Taskmaster (10 épisodes)
- 2015 : Golan the Insatiable : Grandpa (saison 2, épisode 1)
- 2015 : Axe Cop : un soldat, Junior Cobb, Satan, Bigfoot et Bad Hunter (4 épisodes)
- 2015 : Pickle and Peanut : voix additionnelles (saison 1, épisode 1)
- 2015-2018 : Star Wars Rebels : Ryder Azadi  (12 épisodes)
- 2016-2018 : Chasseurs de trolls (Trollhunters: Tales of Arcadia) : Gunmar (28 épisodes)
- 2017-2020 : Raiponce, la série (Tangled: The Series) : le roi Frederic (24 épisodes)
- 2018 : Le Trio venu d'ailleurs : Les Contes d'Arcadia (3Below: Tales of Arcadia) :  Gunmar (saison 1, épisode 3)
- 2018-2019 : Les Aventures extraordinaires de Capitaine Superslip (The Epic Tales of Captain Underpants) : M. Ree (4 épisodes)
- 2020 : Mages et Sorciers : Les Contes d'Arcadia (Wizards) : Gunmar (5 épisodes)
- 2020 : Le Monde Merveilleux de Mickey (The Wonderful World of Mickey Mouse) : le grand méchant loup (saison 1, épisode 6)
- 2020 : La Bande à Picsou (Ducktales) : le monstre de Frankenstein (saison 3, épisode 10)
- depuis 2021 : What If...? : Surtur (en) (3 épisodes - en cours)
- depuis 2021 : Invincible : Damien Darkblood et le général Kregg (7 épisodes - en cours)
- depuis 2021 : Patrick Super Star (The Patrick Star Show) : M. Eugene H. Krabs et divers personnages (12 épisodes - en cours)
- depuis 2021 : Kamp Koral : Bob la petite éponge (Kamp Koral: SpongeBob's Under Years) : M. Eugene H. Krabs (38 épisodes - en cours)
- 2022 : Transformers : EarthSpark : Quintus Prime (3 épisodes)
- 2022 : Tales of the Jedi : un inquisiteur (saison 1, épisode 6)
- depuis 2022 : Solar Opposites : Cromus, le juge et Gavin (6 épisodes - en cours)
- 2023 : Digman! (en) : Yedward (saison 1, épisode 3)

### Jeux vidéo
- 1997 : Lands of Lore: Guardians of Destiny : The Draracle, Dracoid B et Large Imp
- 1997 : Fallout : Rhombus
- 1997 : Crash Bandicoot 2: Cortex Strikes Back : Dr Neo Cortex
- 1998 : Crash Bandicoot 3: Warped : Dr Neo Cortex et Uka Uka
- 1998 : Superman : Lex Luthor
- 1998 : Spyro the Dragon : Delbin, Obasi, Unika et plusieurs dragons
- 1999 : Lands of Lore 3 : Draracle et Celerian
- 1999 : Crash Team Racing :  Dr Neo Cortex et Uka Uka
- 2000 : Crash Bash : Dr Neo Cortex et Uka Uka (non crédité)
- 2001 : Crash Bandicoot : la Vengeance de Cortex (Crash Bandicoot the Wrath of Cortex) : Dr Neo Cortex et Uka Uka
- 2002 : Bob l'éponge : Revenge of the Flying Dutchman : M. Eugene H. Krabs
- 2002 : Minority Report : John Anderton
- 2002 : Star Wars: Bounty Hunter : Montross
- 2002 : Run Like Hell : Dag'rek
- 2002 : Superman: Shadow of Apokolips : Lex Luthor
- 2002 : Bob l'éponge : Employee of the Month : M. Eugene H. Krabs
- 2003 : Crash Nitro Kart : Dr Neo Cortex et Uka Uka
- 2003 : Nickelodeon Toon Twister 3D : M. Krabs
- 2003 : Jak II : Hors-la-loi : baron Praxis
- 2004 : Bob l'éponge le film (The SpongeBob SquarePants Movie) : M. Krabs
- 2004 : Jak 3 : baron Praxis (Model Viewer) (voix, non crédité)
- 2005 : Bob l'éponge : Silence on tourne ! (SpongeBob SquarePants: Lights, Camera, Pants!) : M. Krabs
- 2006 : Saints Row : Alderman Hughes
- 2009 : World of Warcraft - Wrath of the Lich King : Seigneur du Fléau Tyrannus
- 2010 : God of War III : Hades
- 2012 : PlayStation All-Stars Battle Royale : baron Praxis
- 2012 : Call of Duty: Black Ops II : Strike Force Soldier
- 2012 : Lego Batman 2: DC Super Heroes : Lex Luthor
- 2014 : Lichdom: Battlemage : Roth
- 2017 : Mass Effect: Andromeda : Alec Ryder
- 2018 : Detroit: Become Human : Hank Anderson (visage et voix)
- 2018 : Lego DC Super-Vilains : Lex Luthor
- 2023 : SpongeBob SquarePants: The Cosmic Shake : M. Krabs

### Podcasts
- 2012 : The Thrilling Adventure Hour : Creighton Lavoisier
- 2022 : 13 Days of Halloween : Bezalel
- 2023 : Ad Lucem : Vincent

## Distinctions

### Récompenses
- 2013 : BTVA People's Choice Voice Acting Awards de la meilleure performance vocale pour l'ensemble de la distribution dans une série télévisée d'action pour Star Wars: The Clone Wars (2011-2013) partagé avec Matt Lanter, James Arnold Taylor, Ashley Eckstein, Catherine Taber, Terrence 'T.C.' Carson, Corey Burton, Tom Kane, Dee Bradley Baker, Ian Abercrombie, Matthew Wood, Nika Futterman, Stephen Stanton, Barbara Goodson et Sam Witwer.
- 2017 : BTVA Television Voice Acting Awards de la meilleure performance vocale pour l'ensemble de la distribution dans une série télévisée d'action pour Les Tortues ninja (Teenage Mutant Ninja Turtles) (2012-2017) partagé avec Seth Green, Rob Paulsen, Sean Astin, Greg Cipes, Hoon Lee, Mae Whitman, Kevin Michael Richardson, Josh Peck, David Tennant, Eric Bauza, Michael Dorn, Fred Tatasciore, J.B. Smoove et Phil LaMarr.
- 2018 : Indiana Film Journalists Association Awards de la meilleure distribution dans une comédie musicele pour La Ballade de Buster Scruggs (2018) partagé avec Harry Melling, Zoe Kazan, Liam Neeson, David Krumholtz, Tom Waits, Tim Blake Nelson, Brendan Gleeson et Bill Heck.
- 2021 : Fangoria Chainsaw Awards du meilleur acteur dans un second rôle dans un film d'horreur pour The Mortuary (2019).
- 2021 : FilmQuest du meilleur acteur dans un film d'horreur pour The Mortuary (2019).

### Nominations
- 1992 : Fangoria Chainsaw Awards du meilleur acteur dans un second rôle dans un thriller horrifique pour Simetierre 2 (Pet Sematary Two) (1992).
- 1994 : Awards Circuit Community Awards de la meilleure distribution dans un drame pour Les Évadés (The Shawshank Redemption) (1994) partagé avec Tim Robbins, Morgan Freeman, Bob Gunton, William Sadler, Gil Bellows, Mark Rolston et James Whitmore.
- 2012 : BTVA Television Voice Acting Awards de la meilleure performance vocale pour l'ensemble de la distribution dans une série télévisée d'animation pour  G.I. Joe: Renegades (2011-2012) partagé avec Jason Marsden, Natalia Cigliuti, Johnny Messner, Nika Futterman, Kevin Michael Richardson, Matthew Yang King, Charlie Adler, Tatyana Yassukovich et Charlie Schlatter.
- 2013 : BTVA Television Voice Acting Awards de la meilleure performance vocale pour l'ensemble de la distribution dans une série télévisée d'action pour Star Wars: The Clone Wars (2011-2013) partagé avec Matt Lanter, James Arnold Taylor, Ashley Eckstein, Catherine Taber, Terrence 'T.C.' Carson, Corey Burton, Tom Kane, Dee Bradley Baker, Ian Abercrombie, Matthew Wood, Nika Futterman, Stephen Stanton, Barbara Goodson et Sam Witwer.
- 2013 : BTVA Television Voice Acting Awards de la meilleure performance vocale pour l'ensemble de la distribution dans une série télévisée d'action pour Bob l'éponge (1999-2018) partagé avec Tom Kenny, Bill Fagerbakke, Rodger Bumpass, Carolyn Lawrence, Mr. Lawrence, Dee Bradley Baker, Mary Jo Catlett et Sirena Irwin.
- 2019 : NAVGTR Awards de la meilleure performance dans un second rôle dans un jeu vidéo pour Detroit: Become Human (2018).
- 2021 : Fright Meter Awards du meilleur acteur dans un second rôle dans un film d'horreur pour The Mortuary (2019).

## Voix francophones
Dans les années 1980 et 1990, Clancy Brown est notamment doublé à deux reprises par Richard Darbois dans Highlander et Blue Steel, par Sylvain Lemarié dans Les Évadés, par Marc Alfos dans Starship Troopers, ainsi que par Michel Vigné dans Flubber. Edgar Givry le double dans Simetierre 2 et Earth 2 tandis que Mathieu Buscatto le double dans Urgences et Hurricane Carter. Enfin, il est doublé à titre exceptionnel par Marc François dans Bad Boys, Bernard Tiphaine dans Extrême préjudice, Hervé Bellon dans Randonnée pour un tueur, Igor de Savitch dans Détective Philippe Lovecraft et Bernard Lanneau dans Au-delà du réel : L'aventure continue.
Dans les années 2000, il est notamment doublé par José Luccioni dans Lost : Les Disparus, Coast Guards et Les Créatures de l'Ouest. Il est également doublé par Pascal Renwick  dans The Practice : Donnell et Associés et Patrice Dozier dans Édition spéciale.
Durant les années 2010, Paul Borne, qui l'avait doublé dans La Caravane de l'étrange, le retrouve dans Sleepy Hollow et Promising Young Woman, tandis que Michel Dodane le double dans Le Secret des Kennedy, The Crown et Emergence. Autres voix notable, Clancy Brown est également  doublé par Hervé Furic dans The Informant!, Freddy : Les Griffes de la nuit et Ave, César ! ou encore par Frédéric van den Driessche dans Daredevil et The Punisher. Michel Vigné le retrouve dans Billions et The Mandalorian, de même que Sylvain Lemarié dans Cowboys et Envahisseurs.
Enfin, plusieurs comédiens se succèdent durant cette décennie et il est doublé à titre exceptionnel par les comédiens suivants : Thierry Hancisse dans At Any Price, Gérard Darier dans Homefront, Bernard Métraux dans Flash, Thierry Walker dans Chicago Police Department, Mathieu Rivolier dans Little Evil, Philippe Crubézy dans John Wick : Chapitre 4, Michel Voletti dans Ahsoka, Patrick Bonnel dans Gen V et Jean Barney dans Dumb Money.
En version québécoise, il est doublé à deux reprises par Pierre Chagnon dans À l'ombre de Shawshank et Plaxmol, par Benoît Rousseau dans Protection et Debout, ainsi que par Denis Mercier dans Hurricane et Le Grand Patron. Il est également doublé à titre exceptionnel par Jean-Marie Moncelet dans Les Patrouilleurs de l'espace, Jean-Luc Montminy dans Le Gardien et Manuel Tadros dans Cowboys et Aliens.